# الجراد البني
الجراد البني (الاسم العلمي: Locustana pardalina) هو نوع من الحشرات من الجراد متوسط الحجم من جنس الجراد أحادي النمط يسمى الجراد البني.

## الوصف
يتميز الجراد البني بسلوكه الاجتماعي التقليدي كالجراد مع وجود اختلافات جينية متقطعة تؤدي إلى ظهور عدة أشكال مختلفة للجراد البني المنتشر أهمها الجراد المهاجر.

## الانتشار

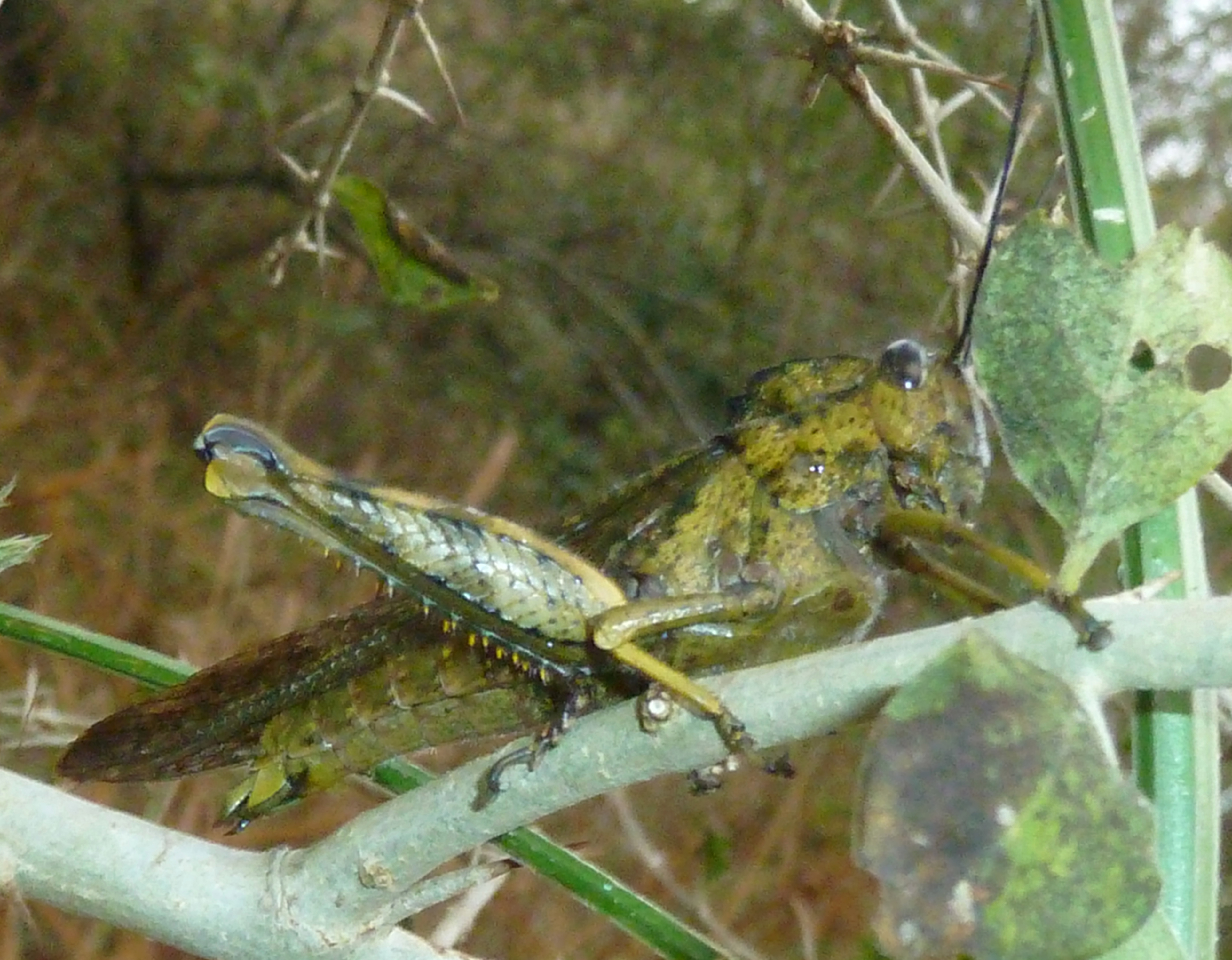
جراد يتغذى على النبات

يعد الجراد البني أكثر أنواع الجراد ضررًا في جنوب إفريقيا، موطنه الأصلي منطقة ناما كارو جنوب إفريقيا ونامبييا، يستطيع الهجرة بأعداد كبيرة ويسبب أضرارًا جسيمة للمحاصيل والمراعي في أجزاء من جنوب أفريقيا، بما في ذلك ناميبيا وبوتسوانا وزيمبابوي وجنوب إفريقيا حيث توجد مناطق تفشيه وانتشاره.

## التكاثر
ينتج الجراد البني بانتظام تفشيات مكثفة، وعادة ما توضع البيض في تربة جافة وخلال أشهر الصيف، وفي ظل ظروف الجفاف، تدخل البيض في مراحل مختلفة من السبات والسكون ويمكن أن تظل قابلة للحياة لمدة تصل إلى 3 سنوات.
يمكن أن تستمر هذه التجمعات في التكاثر لعدد من السنوات، الأمر الذي يتطلب بذل جهود مكثفة للسيطرة عليها، قبل أن تنقرض تدريجيًا خلال دورة جفاف أخرى.

### شية(اكله) الجراد

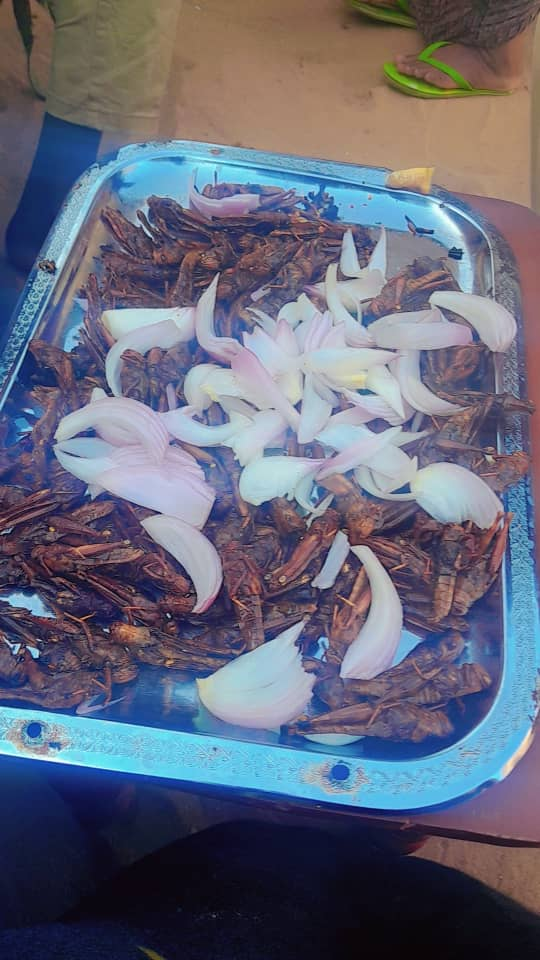

هي عبارة عن اكله في السودان وعدد من البلدان الاخرى.
تعتبر النسبة المئوية للدهنيات في الجراد اقل من نسبة البروتين  فهى تمثل حوالى 12% و ذلك طبقا لبحث منشور في مجلة جامعة الملك سعود في 2012م. تمثل نسبة الأحماض الدهنية المشبعة و غير المشبعة في الجراد 44% و 54% على التوالى .